# Carbonil metalic

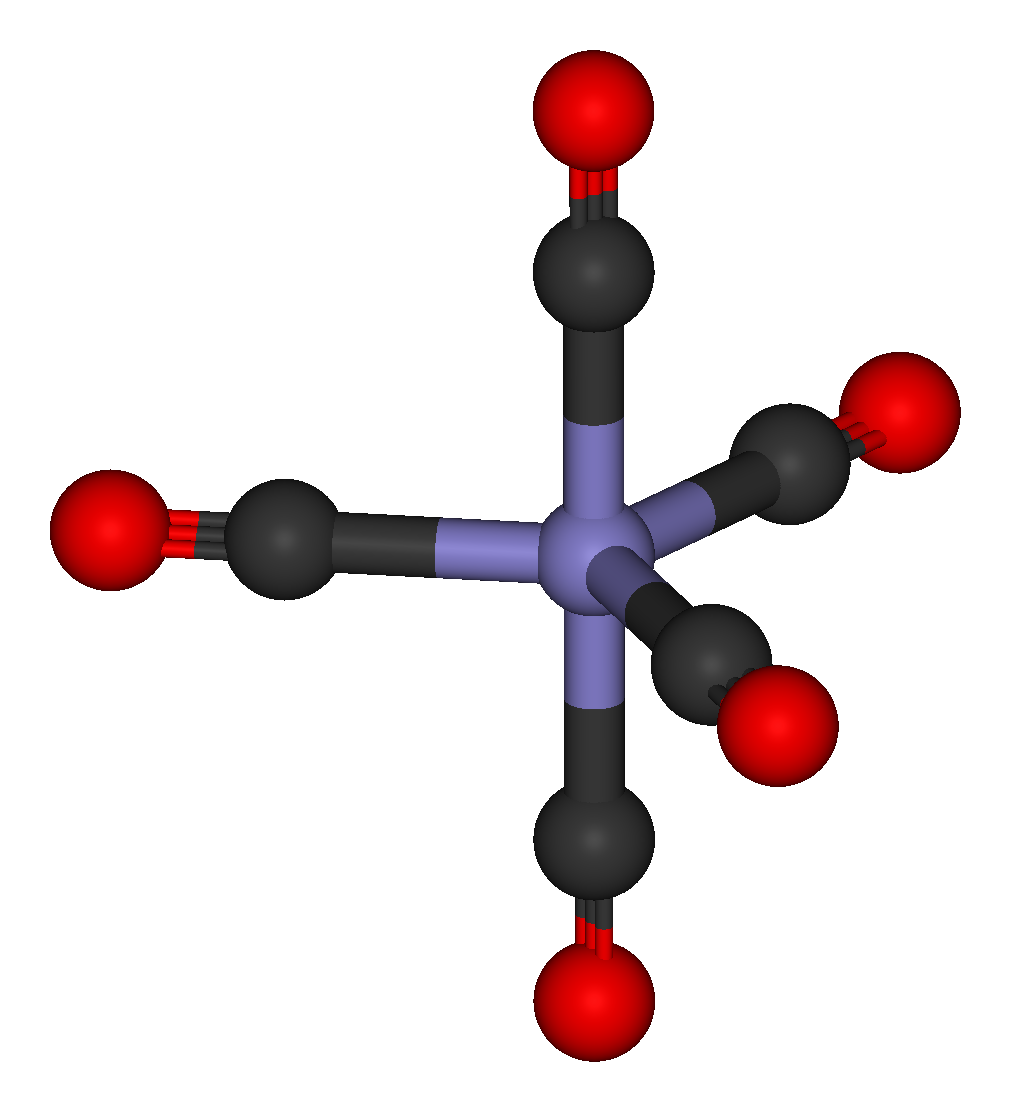
Pentacarbonil de fier
Un atom de fier coordinat cu cinci molecule de CO

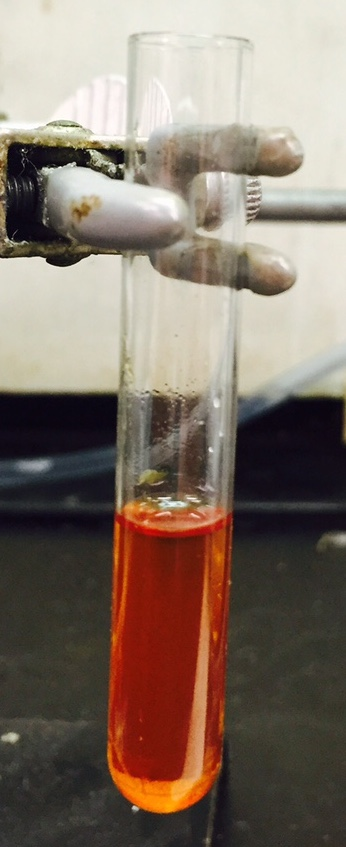
Aspectul pentacarbonilului de fier

Carbonilii metalici sunt complecși coordinativi ai metalelor tranziționale, în care liganzii sunt reprezentați de molecule de monoxid de carbon. Carbonilii metalici sunt utilizați în sinteza organică pe post de catalizatori sau ca precursori pentru obținerea unor catalizatori, utilizați în cataliza omogenă, în reacții de carbonilare precum cea de hidroformilare sau sinteze de tip Reppe.
Acești compuși sunt toxici, atât prin contact cu pielea, cât și prin inhalare sau ingerare, în mare parte datorită abilității lor de a carbonila hemoglobina, cu obținerea de carboxihemoglobină, care nu mai poate lega molecula de oxigen (O2).